# 決断 (小杉健治)
『決断』（けつだん）は、小杉健治による日本の推理小説。『小説推理』で2013年9月号から2014年1月号まで連載された。2015年3月4日にテレビ東京「水曜ミステリー9」でテレビドラマ化された。

## テレビドラマ

### あらすじ（テレビドラマ）
芝浦のマンションで銀座の高級クラブのホステスの死体が発見される。現場を見た東京地検検事の江木秀哉は、奇妙な違和感を覚える。司法解剖の結果、被害者は妊娠3か月だったことが判明する。マンションの防犯カメラから不審な男の存在が明らかになり、やがて東京地検の公金不正流用疑惑を追及する代議士の芦田俊弥が容疑者として浮上する。
間もなく、秀哉の父で、名刑事と謳われた江木秀蔵の唯一の未解決事件、18年前のグラビアモデル殺害事件にも、芦田の名が出ていたことが判明する。当時、容疑者だった戸山洋司を訪ね、死体遺棄は時効だからと説き伏せると、芦田に頼まれて死体を遺棄したことを認めた。当時、芦田の父親が次期警視総監と目される警視監の地位にあったことから、もみ消されたらしい。秀哉は家庭を顧みなかった父と絶縁状態にあったが、18年を隔てた2つの事件によって親子の絆がよみがえる。

### キャスト
- 江木秀哉（東京地検検事） - 中村俊介
- 江木秀蔵（元捜査一課刑事・入院中の秀哉の父） - 古谷一行
- 芦田俊弥（民友党代議士） - 岡本健一
- 勝呂碧（秀哉の恋人） - 酒井美紀
- 島本伸宏（東京地検検察事務官） - 上島竜兵
- 高須幸彦（警視庁捜査一課刑事・元田町署刑事） - 渡辺いっけい
- 福島めぐみ（秀哉の叔母） - 大島蓉子
- 大西真由（被害者・クラブ「あじさい」ホステス） - かでなれおん
- 大泉哲也（警視庁捜査一課管理官） - 大高洋夫
- 野川三郎（芝浦署刑事） - 井坂俊哉
- 辻村邦夫（フリーライター） - 林泰文
- 夏井智美（大西真由の隣人） - 小沢真珠
- 塚本信三（弁護士） - 矢島健一
- 涌谷浩（東京地検次席検事） - 大河内浩
- 江木純子（秀哉の亡き母） - 由夏
- 香月美穂（18年前の被害者・グラビアモデル） - 小野しおり
- 戸山洋司（18年前の容疑者・麻布クラブリーダー） - 伊東孝明
- 若手警察官 - 日向野祥
- 金田正子 - 川俣しのぶ
- その他 - 小豆畑雅一、川上藍子、天現寺竜、桐山凌一、菊池ハル

### スタッフ
- 原作 - 小杉健治 『決断』（双葉社）
- 脚本 - 林誠人
- プロデューサー - 中川順平（テレビ東京）、池端俊二、黒沢淳
- 撮影 - 安田圭（j.s.c）
- 照明 - 田中岳
- VE - 舘野晃一
- 音声 - 関川力央
- 編集 - 山田典久
- 撮影協力 - 栃木県フィルムコミッション、衆議院憲政記念館、山野美容専門学校、川崎マリエン
- 法律監修 - 落合洋司
- 医療指導 - 依田茂樹
- 技術協力 - フォーチュン
- 美術協力 - BEENS
- ポスプロ - アムレック
- 企画協力 - ブラス
- チーフプロデューサー - 橋本かおり（テレビ東京）
- 監督 - 渡邊孝好
- 制作 - テレビ東京、BSジャパン、テレパック